# C16H27NO2
化学式C16H27NO2的化合物（摩尔质量：265.39 g/mol）可以指：
- 2,5-二甲氧基-4-戊基安非他命，CAS号：63779-90-8
- 1-十二烷基1H-吡咯-2,5-二酮，CAS号：17616-03-4

|  | 这个同类索引页列出了具有相同分子式的化学物（即同分異構體）条目。 除非您是有意链接至本页，否则应将相应条目的内部链接指向正确的条目。 |